# ال‌جی جی۵
ال‌جی جی۵ (به انگلیسی: LG G5) گوشی پرچمدار ال‌جی در سال ۲۰۱۶ است که در روز ۲۱ فوریه سال ۲۰۱۶ میلادی برابر با ۲ اسفند ۱۳۹۴ هجری شمسی در کنگره جهانی موبایل ۲۰۱۶ (MWC2016) در شهر بارسلون رونمایی شد. از سال ۲۰۱۲ تا سال ۲۰۱۹ شرکت ال‌جی هر سال طبق قاعده سری جی خود را معرفی می‌کرد و پس از آن با عرضهٔ ال‌جی ولوت در ماه مهٔ سال ۲۰۲۰ این سری کنار گذاشته شد. آخرین مدل این سری ال‌جی جی۸ تین‌کیو بود که در ماه فوریهٔ سال ۲۰۱۹ معرفی شد.
ال‌جی جی۵ تغییرات و نوآوری‌های گسترده‌ای به خود دیده‌است. در نگاه اول بدنهٔ تمام فلزی این گوشی خودنمایی می‌کند؛ جایی که در نسل پیش استفاده از پلاستیک در کنار پوشش چرم، انتقادات زیادی را در پی داشت. ال‌جی در جی۵ از بدنهٔ یکپارچهٔ فلزی بهره برده‌است. نقطهٔ قوت بدنهٔ جی۵، ماژولار بودن آن است که امکان تعویض باتری و اتصال لوازم جانبی را از قسمت پایین می‌دهد. لبه‌های دستگاه نیز به صورت قوسی شکل طراحی شده‌اند و از ظاهر چهارگوش جی۴ خبری نیست.
ال‌جی در جی۴ به دلیل مشکلات حرارتی پردازندهٔ کوالکام اسنپ‌دراگون ۸۱۰، مجبور به استفاده از نسخهٔ ۸۰۸ این پردازنده شد که عملکرد ضعیف‌تری را نسبت به SOC به کار رفته در سامسونگ گلکسی اس۶ و آیفون ۶اس داشت. ال‌جی در جی۵ به لطف تلاش‌های کوالکام در توسعهٔ نسل جدید سیستم روی چیپ خود، پرچمدار جی۵ را به اسنپ‌دراگون ۸۲۰ مجهز کرده‌است. سیستم روی یک تراشه اسنپ‌دراگون ۸۲۰ به ۴ هستهٔ سفارشی کریو و فرکانس ۲٫۲ گیگاهرتز در کنار پردازندهٔ گرافیکی آدرنو ۵۳۰ مجهز شده‌است. ۴ گیگابایت حافظهٔ رم نیز در جی۵ تعبیه شده‌است تا در این بخش نیز شاهد پیشرفت نسبت به جی۴ باشیم. حافظهٔ داخلی ۳۲ گیگابایتی جی۵ نیز امکان افزایش با کارت حافظه تا میزان ۲۰۰ گیگابایت را دارد.

## نمایشگر
نمایشگر QHD ال‌جی جی۴ از نقاط قوت آن به‌شمار می‌رفت. ال‌جی از همان فرمول موفق استفاده کرده‌است؛ اما در جی۵ اندازهٔ نمایشگر به ۵٫۳ اینچ کاهش یافته‌است. بخشی از این نمایشگر همواره روشن خواهد بود تا نوتیفیکیشن‌ها را به نمایش بگذارد. طبق گفتهٔ ال‌جی این تکنولوژی بسیار کم مصرف است و به ازای هر ساعت روشن بودن بخش مخصوص نمایشگر، تنها ۰٫۸ درصد از باتری کاسته خواهد شد.

## دوربین
ال‌جی با گوشی جی۴ به خوبی ثابت کرد که توانایی تولید گوشی‌هایی با دوربین قدرتمند را دارد. دو دوربین ۱۶ و ۸ مگاپیکسلی در کنار نمونهٔ ۸ مگاپیکسلی سلفی نسل گذشته پرچمدار ال‌جی عملکرد بسیار خوبی داشت. حال ال‌جی برای ادامهٔ این روند، از تکنولوژی کاملاً متفاوتی در جی۵ بهره برده‌است. ال‌جی در پرچمدار ۲۰۱۶ خود از دو دوربین بهره برده‌است که نمونهٔ اول با لنز ۷۸ درجه‌ای استاندارد همراه شده و نمونهٔ عریض‌تر به لنز ۱۳۵ درجه مجهز شده‌است که بدین ترتیب جی۵ از عریض‌ترین لنز در میان تمام گوشی‌های هوشمند برخوردار خواهد بود. در قسمت جلویی نیز جی ۵ از دوربین خود عکس (سلفی) با رزولوشن ۸ مگاپیکسل برخوردار است.

## نوآوری‌های جی۵
نوآوری بزرگ جی۵، بخش ماژولار آن است. از طریق این قابلیت قادر به اتصال لوازم جانبی متعددی خواهید بود که عبارتند از:
- CAM Plus: با اتصال این دستگاه، جی۵ ظاهری مشابه دوربین‌های حرفه‌ای به خود خواهد گرفت تا با کنترل بهتر بر تنظیمات دستی و افزایش ۱۲۰۰ میلی‌آمپر ساعتی ظرفیت باتری، قادر به ثبت عکس‌های بهتری باشید.
- پخش کنندهٔ صوتی Hi-Fi با تکنولوژی Bang & Olufsen: پخش کنندهٔ صوتی بسیار باکیفیتی که با کمک شرکت مطرح B&O توسعه یافته، با اتصال به جی۵ امکانات گسترده‌ای برای کاربران به ارمغان خواهد آورد. این دستگاه از کلیپ‌های ۳۲ بیتی و ۳۸۴ KHz پشتیبانی می‌کند.
- 360CAM: با اتصال این دستگاه به جی۵، امکان ثبت محتوای ۳۶۰ درجه را خواهید داشت. دو دوربین ۱۳ مگاپیکسلی مجهز به لنزهای فوق عریض، باتری داخلی ۱۲۰۰ میلی‌آمپر ساعت، ۴ گیگابایت حافظهٔ رم، ضبط کلیپ‌های تصویری با رزولوشن 2K و صدای ۵٫۱ کاناله از طریق ۳ میکروفن، مشخصات شاخص 360CAM هستند.
- 360VR: اگر به واقعیت مجازی علاقه دارید، ال‌جی لوازم جانبی مخصوصی برای جی۵ تدارک دیده‌است. طبق ادعای ال‌جی، این دستگاه وزنی معادل یک سوم وزن سایر دستگاه‌های مشابه بازار را دارد. با استفاده از 360VR امکان تماشای محتوای واقعیت مجازی ضبط شده توسط 360CAM را خواهید داشت.
- Rolling Bot: دوربین کروی ال‌جی قابلیت ثبت تصاویر و ویدئو را هنگام حرکت بر سطوح مختلف به وسیلهٔ دوربین ۸ مگاپیکسلی خود دارد. طبق گفته‌های ال‌جی این دستگاه تنها وسیله‌ای تفریحی نیست و می‌تواند برای نظارت و تأمین امنیت مناطق مختلف به کار رود.
- Tone Platinum: هدست بلوتوث بسیار باکیفیت ال‌جی که با همکاری هارمن کاردن توسعه یافته، یکی دیگر از لوازم جانبی مخصوص جی۵ است که توانایی دیکود کردن کدک aptX HD را دارد.
- کنترلر هوشمند: به وسیلهٔ این دستگاه قادر به کنترل لوازم هوشمند متحرک اعم از پهپادها خواهید بود.
- H3: علاقه‌مندان به موسیقی می‌توانند از ایرفون‌های باکیفیت B&O با پشتیبانی از فایل‌های صوتی ۳۲ بیتی نیز لذت ببرند. برخلاف سایر لوازم جانبی مذکور، این ایرفون با تمامی گوشی‌های هوشمند ال‌جی سازگار است.
- از دیگر مشخصات جی۵ می‌توان به سنسور اثر انگشت، باتری قابل تعویض ۲۸۰۰ میلی‌آمپری، اندروید مارشمالو و وزن ۱۵۹ گرمی اشاره کرد.[۱]

## جدول مشخصات فنی
| عنوان            | مشخصات                                                                                    |
| ---------------- | ----------------------------------------------------------------------------------------- |
| ابعاد            | ۱۴۹٫۴ در ۷۳٫۹ در ۸٫۶ میلی‌متر (طول، عرض، ارتفاع)                                           |
| نمایشگر          | ۵٫۳ اینچ با رزولوشن QHD و تراکم پیکسل ۵۵۴ PPI                                             |
| SOC              | کوالکام اسنپ‌دراگون ۸۲۰ با چهار هستهٔ سفارشی کریو و فرکانس ۲٫۲ گیگاهرتز                     |
| پردازندهٔ گرافیکی | آدرنو ۵۳۰                                                                                 |
| حافظهٔ RAM        | ۴ گیگابایت                                                                                |
| حافظهٔ داخلی      | ۳۲ و ۶۴، قابلیت افزایش به ۲۰۰ گیگابایت با کارت حافظه                                      |
| دوربین اصلی      | دو دوربین ۱۶ و ۸ مگاپیکسلی با لنزهای ۷۵ و ۱۳۵ درجه، به همراه فلش ال‌ای‌دی و لرزش‌گیر اپتیکال |
| کیفیت فیلمبرداری | 2160P با نرخ ۳۰ فریم بر ثانیه، 1080P با نرخ ۳۰ فریم بر ثانیه                              |
| دوربین دوم       | ۸ مگاپیکسل با کیفیت فیلمبرداری 1080P                                                      |
| سیستم‌عامل        | اندروید ۶ مارشمالو با نسخهٔ پنجم پوستهٔ اختصاصی اپتیموس UX                                  |
| باتری            | نمونهٔ قابل تعویض ۲۸۰۰ میلی‌آمپری با پشتیبانی از نسخهٔ سوم تکنولوژی شارژ سریع                |
| سنسورها          | اثرانگشت، شتاب‌سنج، ژیروسکوپ، مجاورت، فشارسنج، طیف‌سنج و قطب‌نما                             |
| سایر امکانات     | یواس‌بی نسخهٔ C، گوریلا گلس ۴، بلوتوث، وای‌فای، GPS, NFC                                     |
| وزن              | ۱۵۹ گرم                                                                                   |
| رنگ‌های موجود     | نقره‌ای، طلایی، صورتی، تایتان                                                              |